# Usson
Usson ist eine französische Gemeinde mit 297 Einwohnern (Stand 1. Januar 2022) im Département Puy-de-Dôme in der Region Auvergne-Rhône-Alpes. Sie gehört zum Arrondissement Issoire und zum Kanton Brassac-les-Mines. Usson liegt im Regionalen Naturpark Livradois-Forez und ist als eines der Plus beaux villages de France (Schönste Dörfer Frankreichs) klassifiziert.

## Geografie
Das Dorf liegt an einem Vulkanhügel, welcher das Val d’Allier überragt. An der östlichen Gemeindegrenze verläuft der Fluss Eau Mère. Die Nachbargemeinden sind: Saint-Jean-en-Val, Saint-Rémy-de-Chargnat, Sauxillanges und Varennes-sur-Usson.

## Geschichte
Die Festung Usson war von 1585 bis 1605 der erzwungene Aufenthaltsort von Margarete von Valois, genannt La Reine Margot, der ersten Ehefrau Heinrichs IV. Richelieu ließ die imposante Anlage später schleifen.

### Bevölkerungsentwicklung
| Jahr                       | 1962 | 1968 | 1975 | 1982 | 1990 | 1999 | 2007 | 2013 |
| Einwohner                  | 144  | 168  | 178  | 183  | 188  | 194  | 255  | 266  |
| Quellen: Cassini und INSEE |      |      |      |      |      |      |      |      |

## Sehenswürdigkeiten
Sehenswert sind die dreifache Ringmauer der Festung, die romanische Kirche Saint-Maurice und Häuser aus dem 15. und 16. Jahrhundert.

## Einzelnachweise

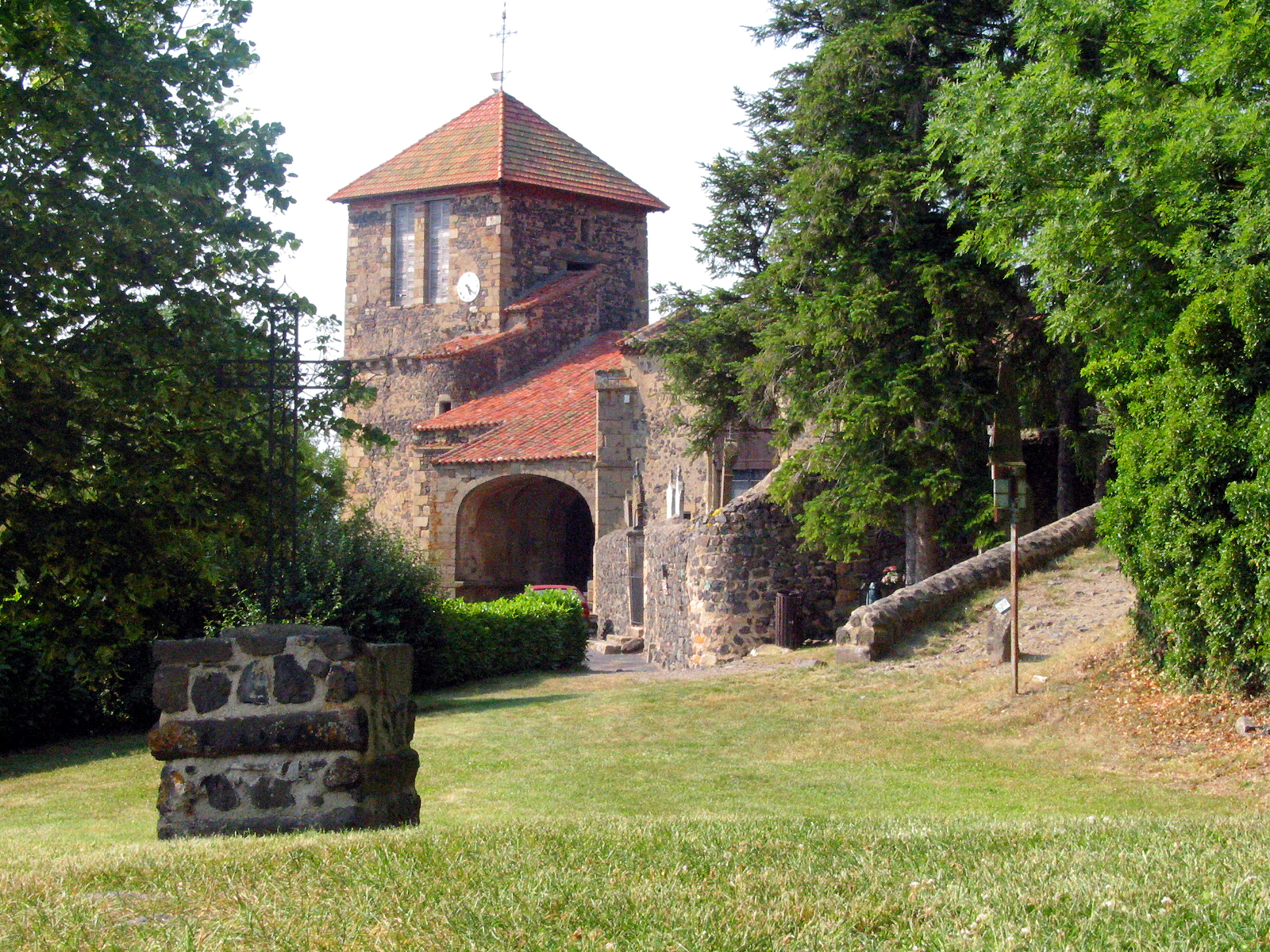
Kirche Saint-Maurice